# Souto Soares
Souto Soares este un oraș în statul Bahia (BA) din Brazilia.